# Jiří Malát
Jiří Malát, né le 1er juillet 1953 à Prague, est un chef d'orchestre tchèque.

## Biographie
Jiří Malát a étudié avec Václav Neumann à l'Académie de musique de Prague. Il a été le chef d'orchestre du Théâtre national de Prague depuis 1988, puis le chef principal du Kurpfälzische Kammerorchester de 1992 à 2002.